# Sony Ericsson K300i
De Sony Ericsson K300i is een mobiele telefoon van Sony Ericsson. Via de infraroodverbinding kunnen zelfgemaakte filmpjes en geluiden worden verzonden.

## Functies
- Filmpjes en geluiden afspelen van verschillende bestandstypes met de ingebouwde mediaplayer.
- Foto's versturen via mms.
- Foto's en filmpjes maken met de ingebouwde 0,2 megapixel-fotocamera.
- Met de ingebouwde headset in de telefoon (speakertelefoon) is een headset niet meer nodig. De speakertelefoon werkt tot twee meter afstand.